# Similipepsis maromizaensis
Similipepsis maromizaensis is een vlinder uit de familie wespvlinders (Sesiidae), onderfamilie Tinthiinae.
Similipepsis maromizaensis is voor het eerst wetenschappelijk beschreven door Bartsch in 2008. De soort komt voor in het Afrotropisch gebied.